# Kuřimská Nová Ves
Kuřimská Nová Ves (en allemand : Neudorf bei Gurein) est une commune du district de Brno-Campagne, dans la région de Moravie-du-Sud, en Tchéquie. Sa population s'élevait à 132 habitants en 2020.

## Géographie
Kuřimská Nová Ves se trouve à 10 km à l'ouest de Tišnov, à 29 km au nord-ouest de Brno et à 157 km au sud-est de Prague.
La commune est limitée par Viničné Šumice au nord, par Řikonín au nord-est, par Kuřimské Jestřabí à l'est, par Deblín au sud, et par Katov et Lubné à l'ouest.

## Histoire
La première mention écrite de la localité date de 1364.